# Canzoni d'amore (Francesco De Gregori)
Canzoni d'amore è un album del 1992 di Francesco De Gregori.

## Descrizione
L'album, come annuncia il titolo, è un concept album e tratta il tema dell'amore: amore romantico e amore per la propria terra, l'Italia, in quell'anno scossa dallo scandalo di Tangentopoli e dalle stragi, a cui viene fatto riferimento in molti versi delle canzoni.
La canzone Adelante! Adelante! contiene un riferimento esplicito al giudice Corrado Carnevale, il noto giudice "ammazzasentenze" (come fu definiti dalla stampa) che ne annullò quasi 500 nei processi di mafia e del terrorismo di destra.

## Tracce
Testi e musiche di Francesco De Gregori, eccetto dove indicato.
1. Bellamore – 3:31
2. Sangue su sangue – 5:21
3. Viaggi e miraggi – 4:58
4. Chi ruba nei supermercati? – 4:55
5. Tutto più chiaro che qui – 8:53
6. Stella della strada – 3:39
7. Vecchi amici – 4:01
8. Povero me – 5:12 (musica: Mimmo Locasciulli e Francesco De Gregori)
9. La ballata dell'uomo ragno – 3:59
10. Adelante! Adelante! – 3:33
11. Rumore di niente – 6:35

Durata totale: 54:37

## Formazione
- Francesco De Gregori[2] – voce
- Guido Guglielminetti – basso
- Vincenzo Mancuso – chitarre
- Lucio Bardi – chitarra acustica, mandolino
- Stefano Senesi – tastiera, pianoforte
- Elio Rivagli – batteria

### Ospiti
- Phil Palmer – chitarra elettrica (tracce #2 e 6); chitarra acustica (traccia #2)
- Claudio Guidetti – programmazione tastiere
- Orazio Maugeri – sassofono tenore e sassofono soprano (traccia #3)
- Nino Rapicavoli, arrangiamento e direzione degli archi
- Luigi Grechi – autoharp (traccia #9)
- Lola Feghaly, Lalla Francia – cori
- Patrizia Giordano, voce (traccia #1)

## Temi trattati
- Tutto più chiaro che qui è dedicata al padre del cantautore.
- La ballata dell'Uomo Ragno è una dura critica a Bettino Craxi, a cui alludono i versi: "È solo il capobanda ma sembra un faraone" e "Si atteggia a Mitterrand ma è peggio di Nerone". Anni dopo, in una intervista a All Music del 2006, De Gregori dichiarerà: "Se ripenso a Craxi, credo che intellettualmente sia molto superiore a tanti politici di oggi".

## Classifiche

### Classifiche settimanali
| Classifica (1992) | Posizione massima |
| ----------------- | ----------------- |
| Europa            | 32                |
| Italia            | 1                 |

### Classifiche di fine anno
| Classifica (1992) | Posizione |
| ----------------- | --------- |
| Italia            | 10        |